# Eduard Schleich el jove
Eduard Schleich el jove   (Múnic, 15 de febrer de 1853 - Múnic, 28 d'octubre de 1893) va ser un paisatgista alemany.

## Biografia

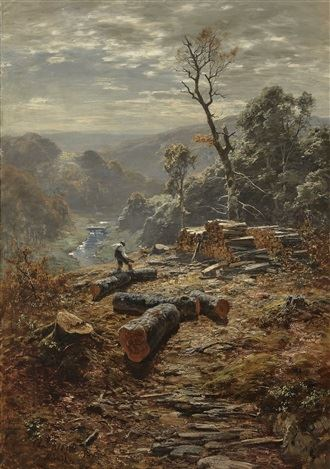
Paisatge forestal amb fusteria

El seu pare, Eduard (ara conegut com El Vell), era un pintor paisatgista molt conegut. Va assistir a l'escola llatina així com a les escoles públiques habituals, i va completar la seva educació primària el 1872. Durant aquest temps, ja era alumne de Julius Zimmermann (Maler).
Després de rebre el seu Abitur, el seu pare el va enviar a la Universitat Tècnica de Múnic, on es pretenia que esdevingués arquitecte, perquè, per raons que no estan clares, el seu pare no volia que esdevingués artista. Va anar bé amb les assignatures relacionades amb l'art, però les assignatures tècniques van resultar ser massa difícils per a ell, així que ell i el seu pare van arribar a un acord. Primer, va acabar d'aprendre les bases de la pintura a casa, després va anar a estudiar amb Joseph Wenglein.
Va decidir treballar com a paisatgista, per la qual cosa la influència del seu pare va ser important, tot i que va prestar més atenció al personal. També va practicar més pintura a l'aire lliure. Cap al final de la seva curta vida, va recórrer a l'impressionisme.
A la tardor de 1891, va desenvolupar una malaltia mental no especificada, i va morir dos anys després en un hospital psiquiàtric.
El seu fill va ser l'as de vol i oficial militar, Eduard Ritter von Schleich.